# Daniele Del Ben
Daniele Del Ben (* 14. Juli 1962 in Sacile; † 2. Juni 1995 in Sergipe, Brasilien) war ein italienischer Radrennfahrer und nationaler Meister im Radsport.

## Sportliche Laufbahn
Del Ben war im Straßenradsport aktiv. Als Amateur gewann er 1982 die nationale Meisterschaft im Straßenrennen vor Marco Vitali und 1984 die Trophée Mauro Pizzoli.
1985 wurde er Berufsfahrer und blieb bis 1989 als Profi aktiv. Den Giro d’Italia bestritt er viermal. 1985 wurde er 99., 1986 83., 1988 113. und 1989 120. der Gesamtwertung. Größere Erfolge als Radprofi hatte er nicht. In den Rennen der Monumente des Radsports war der 109. Platz im Rennen Mailand–Sanremo 1989 sein bestes Resultat.
Mehrere Jahre nach dem Ende seiner Karriere starb er bei einer Reise in Brasilien an einem plötzlichen Herzinfarkt. Nach ihm und dem ebenfalls früh verstorbenen Denis Zanette ist in Brugnera, in der Nähe seines Heimatorts, ein Rennen benannt, das Memorial Denis Zanette e Daniele Del Ben.